# الکس لاکی
الکس لاکی (انگلیسی: Alex Lockie; ۱۱ آوریل ۱۹۱۵ – ۱۹۷۴ (۵۸−۵۹ سال)) بازیکن فوتبال بود.
از باشگاه‌هایی که در آن بازی کرده‌است می‌توان به باشگاه فوتبال نوتس کانتی اشاره کرد.